# Flávio Ataulfo de Coimbra
Flávio Ataulfo de Coimbra (Galiza c. 725 -?) foi um nobre, rico-homem e Conde de Coimbra. O condado foi instituído como unidade militar em 878.

## Relações familiares
Foi filho de Flávio Sizibuto de Coimbra (682 - 734), príncipe godo e de Flavia Andulfa Sizibuto e neto de Vitiza, penúltimo rei dos Visigodos, que reinou entre 702 e 710. 
Casou com Ildoara Atauldo, de quem teve:
1. Ursinda Munialona de Coimbra ou Ozenda de Navarra, Rainha das Astúrias através do casamento com o rei Bermudo I das Astúrias (? - 797) entre os anos de 788 e de 791.
2. Flávio Alarico, também conhecido como Flávio Alarico de Coimbra ou Atanarico de Coimbra, (732 - 805)[1] casado com Flávia Teodia Atenerico